# Kupid in Psihe (Kapitolski muzeji)
Marmorni kip Kupid in Psihe, shranjen v Kapitolskih muzejih v Rimu, so rimske kopije iz 1. ali 2. stoletja poznega helenističnega izvirnika . Papež Benedikt XIV. ga je leta 1749, kmalu po odkritju, daroval Kapitolskim muzejem. Zaradi svoje graciozne uravnoteženosti in sentimentalnega videza je postal priljubljen med neoklasicističnimi generacijami umetnikov in obiskovalcev, kopiran pa je bil v številnih materialih, od brona do porcelana . Antonio Canova se je zavestno odločil, da bo s svojim Kupidom in Psihe leta 1808 prekosil antični original (ilustracija, spodaj levo).
Skulpturo so odkrili na vrtu vigna canonico Panicale na Aventinskem griču februarja 1749.
Skulptura je precej zasenčila rimski marmor Krilati Kupid in Psihe, ki so ga odkrili v 17. stoletju in ga premaknili v Medičejsko zbirko v Firencah. Kapitolska Kupid in Psihe sta bila med smetano rimskih zbirk, ki so jih Francozi po pogojih Tolentinske pogodbe (1797) prenesli v Pariz. V Rim so ga vrnili po padcu Napoleona.
Niso bili vsi gledalci zadovoljni z njegovo povprečno izvedbo in Francis Haskell in Nicholas Penny sta ugotovila, da je Jean-Baptiste de Saint-Victor  menil, da je odsev nekega prejšnjega, boljšega dela in da je že prej Joseph-Jerome Le Français de Lalande je v tisku upal, da bo morda spodbudil kakšnega sodobnega kiparja, da bo na isto temo izdelal nadstandardno delo. Antonio Canova se je leta 1808 izziva lotil zavestno s svojim kipom Kupid in Psihe.
Drugo različico kipa je odkril Giuseppe Fede v svojih zgodnjih izkopavanjih v Hadrijanovi vili v Tivoliju. Zdaj je izginila, vendar jo je v dokončanem in obnovljenem stanju narisal Pompeo Batoni, ki je v letih 1727–30 sestavil "muzej papirja" antikvitet za angleškega starinarja Richarda Tophama . Kupid se je obnavljal, suho je odvrnil glavo